# Begonia parviflora
Espèce
Synonymes
- Begonia micrantha Steud.[1]
- Scheidweileria parviflora (Poepp. & Endl.) Klotzsch[1]

Begonia parviflora est une espèce de plantes de la famille des Begoniaceae. Ce bégonia est originaire d'Amérique du Sud. L'espèce fait partie de la section Scheidweileria. Elle a été décrite en 1835 par Eduard Friedrich Poeppig (1798-1868) et Stephan Ladislaus Endlicher (1804-1849). L'épithète spécifique parviflora signifie « à petites fleurs ».

## Description

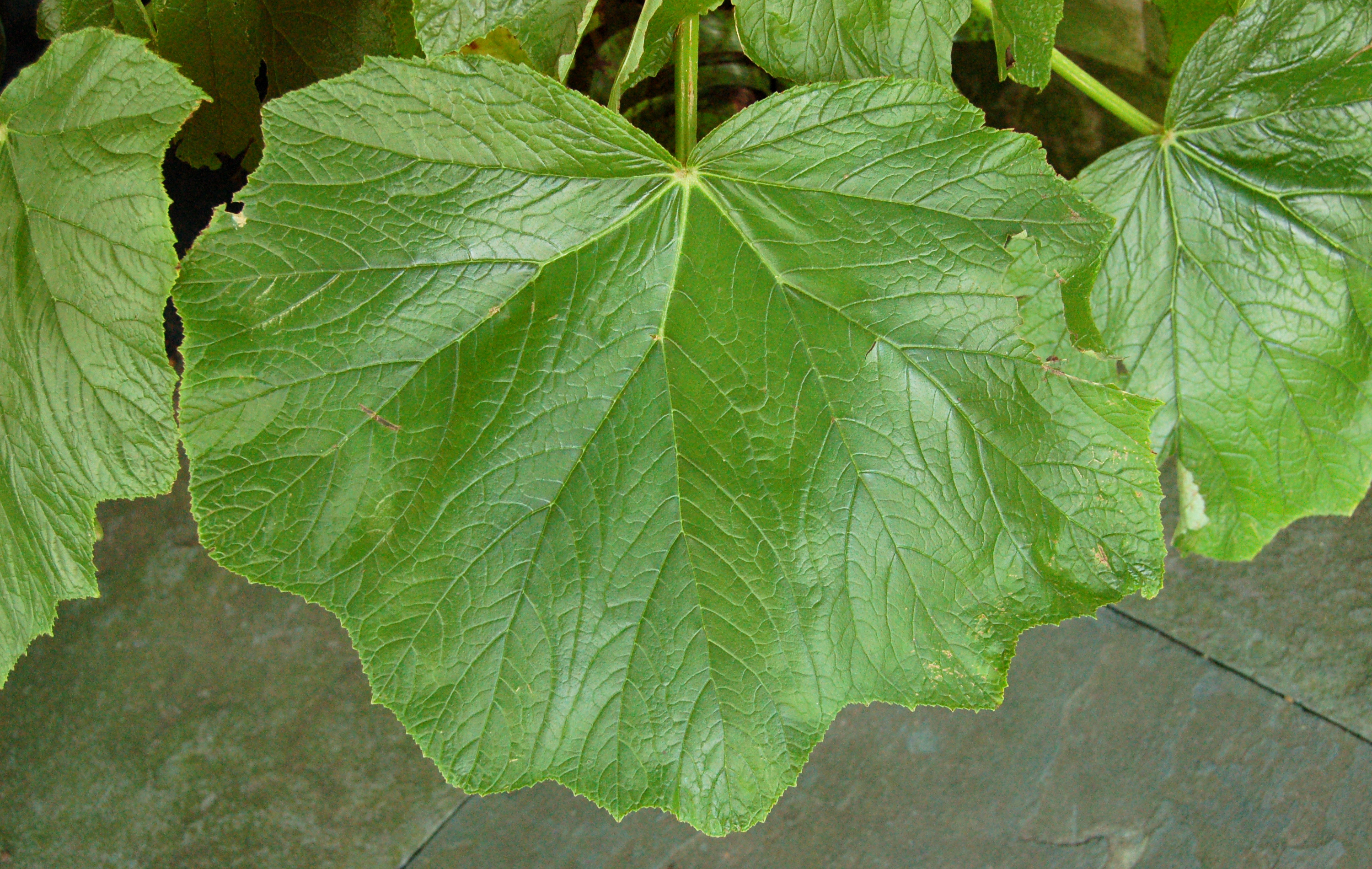
Une feuille d'un spécimen cultivé
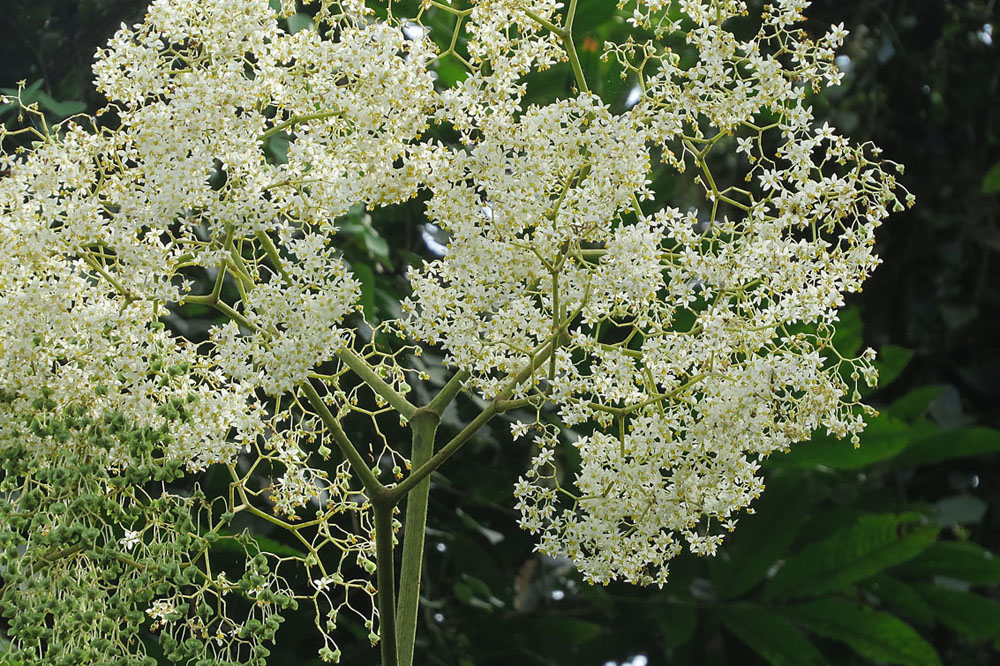
Inflorescence

## Répartition géographique
Cette espèce est originaire des pays suivants : Bolivie ; Colombie ; Équateur ; Pérou et Costa Rica.